# Croton jimenezii
Croton jimenezii là một loài thực vật có hoa trong họ Đại kích. Loài này được Standl. & Valerio mô tả khoa học đầu tiên năm 1937.